# Brügg
Brügg (toponimo tedesco) è un comune svizzero di 4 287 abitanti del Canton Berna, nella regione del Seeland (circondario di Bienne).

## Società

### Evoluzione demografica
L'evoluzione demografica è riportata nella seguente tabella:
Abitanti censiti

## Geografia antropica
I quartieri di Brügg sono;
- Baltismatt
- Brachmatt
- Burgersried
- Gummen
- Neubrück
- Pfeid
- Winzenried

## Infrastrutture e trasporti
Brügg è servito dall'omonima stazione sulla ferrovia Bienne-Berna.

## Amministrazione
Ogni famiglia originaria del luogo fa parte del cosiddetto comune patriziale e ha la responsabilità della manutenzione di ogni bene comune.